# Actinodura
Actinodura là một chi chim trong họ Leiothrichidae.